# Nansō Satomi Hakkenden

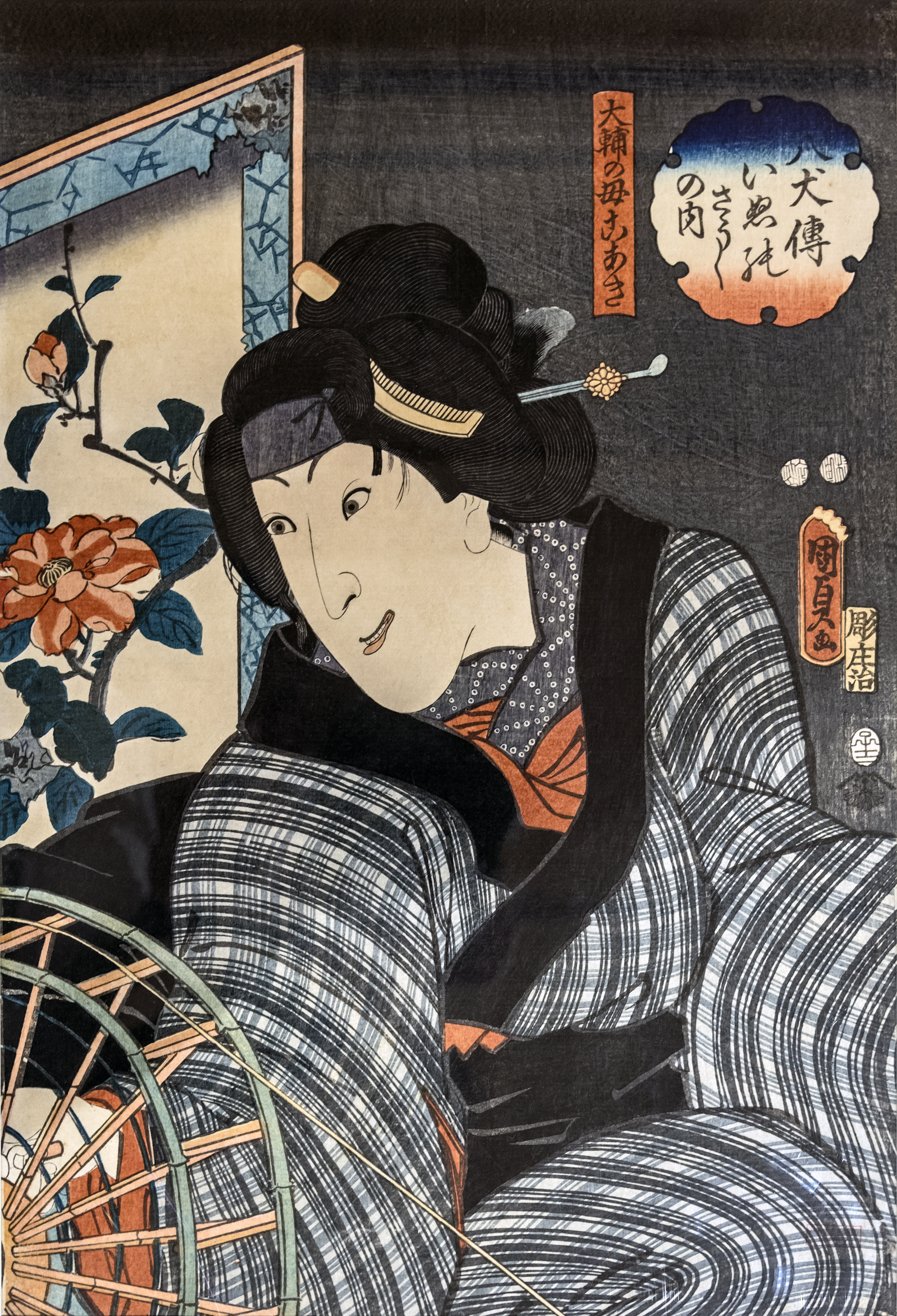
Actor Iwai Hanshiro en el papel de Koaki por Utagawa Kunisada II

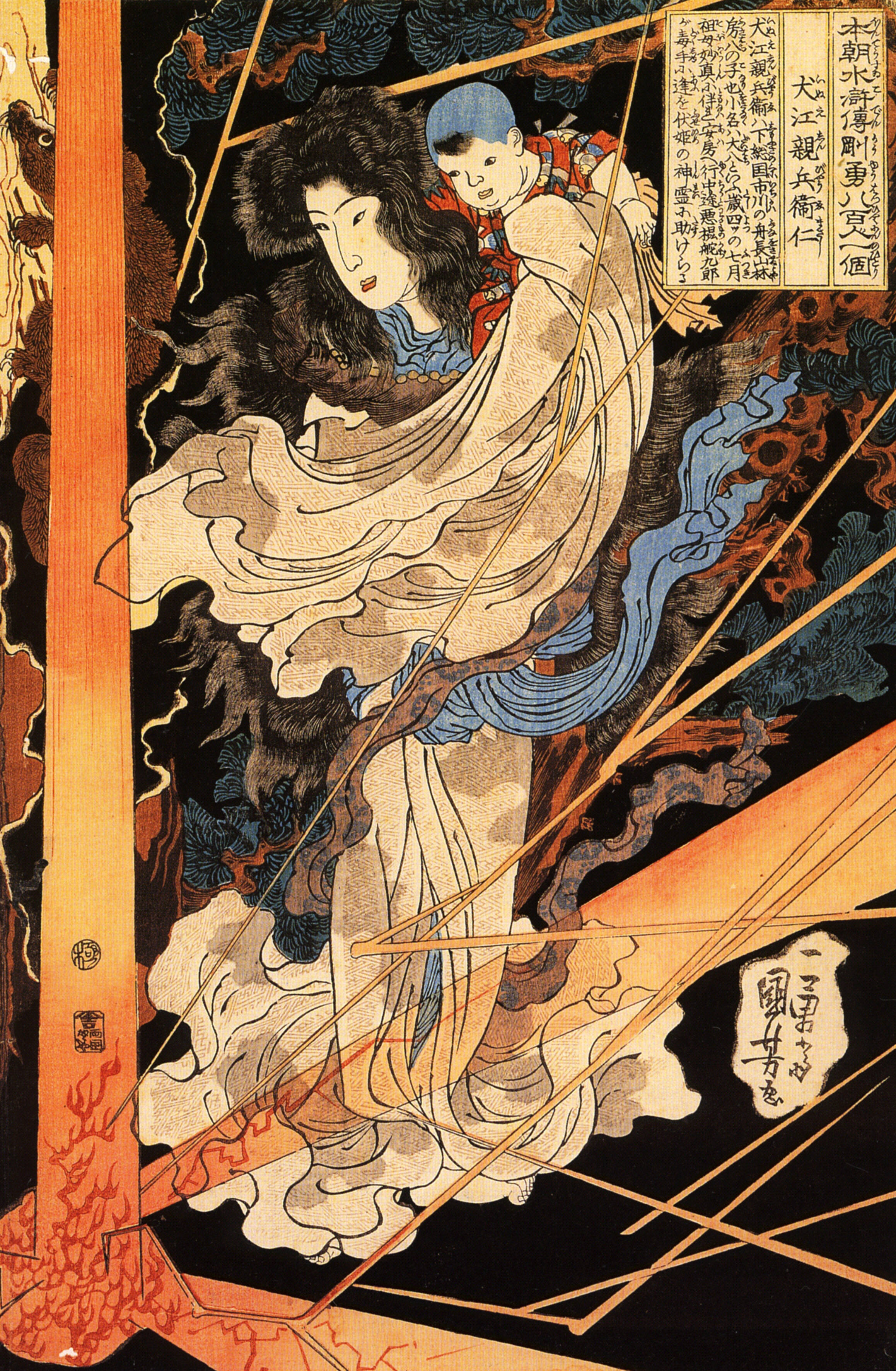
Impresión xilográfica porUtagawa Kuniyoshi de la princesa Fuse salvando a Inue Shimbyoe Masahi de un rayo, una escena de Nansō Satomi Hakkenden.

Nansō Satomi Hakkenden ((en kyūjitai) 南總里見八犬傳; (en shinjitai) 南総里見八犬伝?) es una novela épica japonesa de 106 volúmenes escrita por Kyokutei Bakin. Los volúmenes fueron escritos y publicados durante un período de casi treinta años (1814-42). Bakin se había quedado ciego antes de acabar el cuento, así que le dictó las partes finales a su hijastra Michi. 

## Trama e influencias

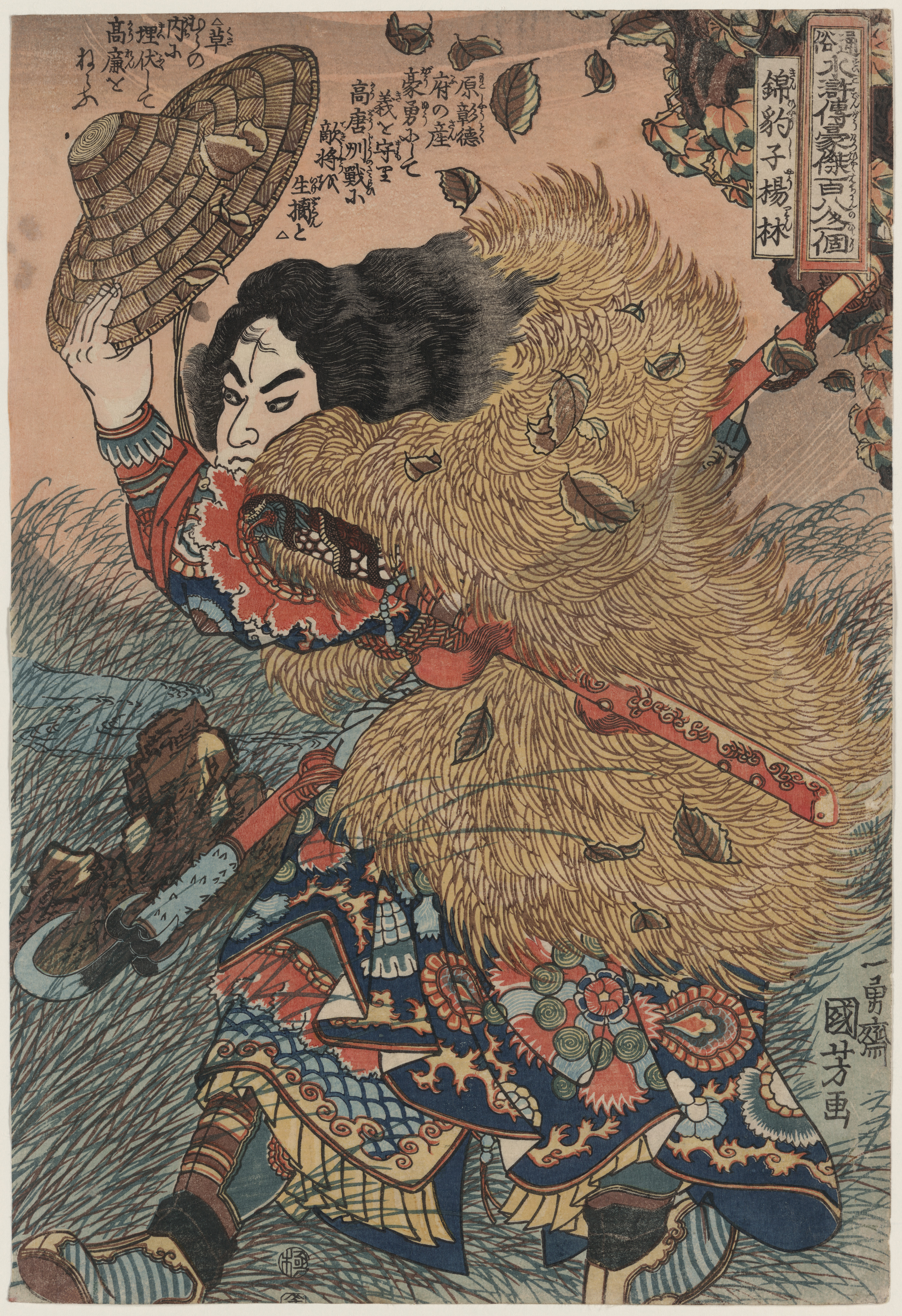
Yang Lin, un héroe de la novela épica china A la orilla del agua, o Suikoden en japonés, en la serie de Utagawa Kuniyoshi de impresiones xilográficas 108 héroes del Suikoden.

Situada en el tumulto del período Sengoku (350 años de la época del autor), Hakkenden es la historia de ocho samuráis medio-hermanos (todos ellos descendientes de un perro y con la palabra 'perro' en sus apellidos) y sus aventuras, que abarca los temas de lealtad y honor familiar, así como confucianismo, bushidô y filosofía budista.
Una de las fuentes directas de inspiración de la novela es la novela épica china A la orilla del agua de Shi Nai'an. 
Una novela más temprana de Bakin, Chinsetsu Yumiharizuki (椿説弓張月) (Cuentos Extraños de la Luna Creciente) había sido ilustrada por el famoso artista de ukiyo-e Katsushika Hokusai, pero los dos no lograron trabajar bien juntos. El yerno de Hokusai, Yanagawa Shigenobu fue entonces el encargado de ilustrar Hakkenden.
Actualmente hay disponible, aparte de traducciones al japonés moderno reducidas, una reimpresión completa de diez volúmenes en el japonés original de la obra. 

## Recepción
Pese a que fue muy popular después de su publicación y a principios del siglo XX, la obra de Bakin perdió preponderancia durante la restauración Meiji, pero volvió a ser popular a finales del siglo XX.
Ha habido muchas adaptaciones de películas y series de acción real: el primero, en 1938, y luego series durante los años 50, y desde la influenciable serie de televisión Shin Hakkenden (新八犬伝) de los años 70, en cada década ha tenido al menos o una adaptación de acción real o un espectáculo muy influido por la novela, hasta la década de 2010.
La novela también ha sido adaptada a kabuki varias veces. En agosto de 2006, el Kabuki-za la representó. En 1959, TOEI hizo la película Satomi hakken-den.